# Jan Henningsen
Jan Rene Henningsen (ur. 2 marca 1954 w Esbjergu) – duński żużlowiec.

## Życiorys
Finalista indywidualnych mistrzostw Danii (1974 – V miejsce). 
Reprezentant Danii na arenie międzynarodowej. Brązowy medalista mistrzostw świata par (Wrocław 1975). Uczestnik rundy skandynawskiej – eliminacji drużynowych mistrzostw świata (Målilla 1975 – II miejsce). Uczestnik finału duńskiego – eliminacji indywidualnych mistrzostw świata (1976 – III miejsce).
W lidze brytyjskiej reprezentant klubu King’s Lynn Stars (1975, 1976).